# Lindomar Rocha Mota
Lindomar Rocha Mota (Arataca, 2 de noviembre de 1971) es obispo católico brasileño de la diócesis de San Luís de Montes Belos.

## Formación
Lindomar Rocha Mota nació en Arataca, BA, en 1971, hijo de Josué Rocha y Victoria Farías. Cursó filosofía en el ITI y teología en el Seminario Arquidiocesano de Diamantina y en el Ateneo Pontificio Regina Apostolorum. Fue ordenado sacerdote en 1998, por Paulo Lopes de Faría. El sacerdote posee máster en teología y filosofía, es doctor en filosofía moderna por la Universidad Gregoriana y posee estudios posdoctorales en derechos humanos y democracia por el Ius Gentium Conimbrigae de Coímbra. En la arquidiócesis de Diamantina , fue miembro de los consejos presbiteral, económico, de consultores y coordinador del V Sínodo Arquidiocesano. Pastoralmente, el padre Rocha fue rector del seminario más pequeño y del seminario mayor, director espiritual, canciller del arzobispado, director del Instituto de filosofía y teología del Seminario, vicario parroquial de la Catedral y de la Parroquia San Judas Tadeo, párroco en la Parroquia de San José. Entre 2003 y 2007 prestó servicio en la CNBB como asesor de la Comisión Episcopal para la Doctrina de la Fe. Fue párroco en la Parroquia de Santo Antônio, en Curvelo y director de la Facultad Arquidiocesana de Curvelo, hasta su nombramiento.

## Presbiterato
Recibió el Presbiterato el 26 de julio de 1998, por Paulo Lopes de Faría, en la Iglesia Santa Maria della Perseveranza en, Roma. Ejerció el ministerio sacerdotal en varias parroquias de la arquidiócesis de Diamantina.

## Episcopado
Fue nombrado obispo de San Luís de Montes Belos el 22 de enero de 2020. Recibió la ordenación episcopal en la Parroquia de Santo Antônio de Curvelo, siendo el ordenante Darci José Nicioli, C.ss.R., y los coordenantes Walmor Oliveira de Azevedo y José Francisco Rezende Días, el día 14 de marzo de 2020. Tomó posesión de aquella diócesis el 2 de mayo de aquel mismo año. Su lema episcopal: “Gratia et Pax Multiplicetur - Que la gracia y paz se multipliquen".